# Approximation des milieux continus
Si l'on regarde la matière de « très près » (échelle nanoscopique), la matière est granulaire, faite d'atomes. Mais à l'œil nu (donc en se plaçant à notre échelle macroscopique), un objet solide ou fluide semble continu, c'est-à-dire que ses propriétés semblent varier progressivement, sans à-coups.
L'hypothèse des milieux continus consiste à considérer des milieux dont les propriétés caractéristiques qui nous intéressent — densité, élasticité, etc. — sont continues. Une telle hypothèse permet d'avoir recours aux outils mathématiques reposant sur les fonctions continues et/ou dérivables, c’est-à-dire aux outils de la théorie des champs.
Des hypothèses supplémentaires peuvent éventuellement être faites ; ainsi un milieu continu peut être :
- linéaire
- homogène : ses propriétés sont les mêmes en tout point.
- isotrope : ses propriétés ne dépendent pas du repère dans lequel elles sont observées ou mesurées.

## Articles liés
- Mécanique des milieux continus
- Mécanique des fluides
- Électrodynamique des milieux continus
- Géophysique interne
- Géodynamique
- Méthode de Chapman-Enskog
- Transfert radiatif